# Petlawad
Petlawad is een nagar panchayat (plaats) in het district Jhabua van de Indiase staat Madhya Pradesh. 

## Demografie
Volgens de Indiase volkstelling van 2001 wonen er 12.419 mensen in Petlawad, waarvan 51% mannelijk en 49% vrouwelijk is. De plaats heeft een alfabetiseringsgraad van 71%. 